# Adrián Gavira
Adrián Gavira Collado (17 de setembro de 1987) é um jogador de voleibol de praia espanhol.

## Carreira
Gavira representou, ao lado de Pablo Herrera, seu país na conquista da medalha de prata nos Jogos do Mediterrâneo de 2013, em Mersin, e também nos Jogos Olímpicos de Verão de 2016, terminando nas oitavas de final.

## Títulos e resultados
- Challenge de La Paz do Circuito Mundial de Vôlei de Praia de 2023